# Lehi (Utah)
Lehi é uma cidade localizada no estado norte-americano de Utah, no Condado de Utah.

## Demografia
Segundo o censo norte-americano de 2000, a sua população era de 19.028 habitantes.
Em 2006, foi estimada uma população de 36.021, um aumento de 16993 (89.3%).

## Geografia
De acordo com o United States Census Bureau tem uma área de
53,2 km², dos quais 52,6 km² cobertos por terra e 0,6 km² cobertos por água. Lehi localiza-se a aproximadamente 1391 m acima do nível do mar.

## Localidades na vizinhança
O diagrama seguinte representa as localidades num raio de 12 km ao redor de Lehi.